# Піскунов Гліб Едуардович
Гліб Едуардович Піскунов (25 листопада 1998) — український легкоатлет, що спеціалізується у метанні молота, чемпіон юнацьких Олімпійських ігор 2014 року.

## Кар'єра
| Рік  | Чемпіонат                      | Місце проведення  | Місце    | Результат |
| ---- | ------------------------------ | ----------------- | -------- | --------- |
| 2014 | Юнацькі Олімпійські ігри       | Нанкін, Китай     | 1        | 82,65 м   |
| 2015 | Чемпіонат світу серед юнаків   | Калі, Колумбія    | 1        | 84,91 м   |
| 2016 | Чемпіонат світу серед юніорів  | Бидгощ, Польща    | 2        | 79,58 м   |
| 2017 | Чемпіонат Європи серед юніорів | Гроссето, Італія  | 1        | 81,75 м   |
| 2018 | Чемпіонат Європи               | Берлін, Німеччина | 7        | 74,62 м   |
| 2021 | Олімпійські ігри               | Токіо, Японія     | 20 (кв.) | 73,84 м   |